# Split Personality
Split Personality to wydany 16 marca 2004 roku debiutancki album amerykańskiego rapera Cassidy’ego.

## Nagrywanie albumu
Cassidy nagrał "Split Personality" w 2003 roku. Album dzieli się na trzy części: pierwsza - "Cassidy", druga - "Tha Problem", skierowana do fanów jego mixtape'ów i trzecia - B. Reese, dla miłośników jego wczesnego stylu.
Głównym singlem promującym "Split Personality" jest "Hotel", który nawiązuje do "Housewife" z albumu Dr. Dre 2001. Gościnnie wystąpił na nim R. Kelly. W remiksie występuje również Trina.
Utwory "Take It" i "Make You Scream Pt.2" nie pojawiły się na albumie, ale zostały wydane jako single.

## Sukces komercyjny
"Hotel" znalazł się w pierwszej dziesiątce na liście Billboard Hot 100 w lutym 2004 i pierwszej piątce na liście przebojów UK w maju 2004. Późno w maju znalazł się w pierwszej czterdziestce na australijskiej liście przebojów.
"Split Personality" został wydany 16 marca 2004 i zadebiutował na #2 miejscu listy Billboard 200 i na #1 R&B/Hip Hop albums charts. Drugi singel "Get No Better", na którym gościnnie wystąpiła Mashonda nie osiągnął już takiego sukcesu jak "Hotel". Zadebiutował na #82 miejscu listy Billboard Hot 100. Album został zatwierdzony jako złoto. Sprzedał się na całym świecie w nakładzie 900 tysięcy egzemplarzy.

## Lista utworów
1. "My Interpretation (Produced by Felli Fel)
2. "Hotel" (featuring R. Kelly) (Produced by Swizz Beatz)
3. "Lipstick" (Produced by Swizz Beatz)
4. "Get No Better" (featuring Mashonda) (Produced by Swizz Beatz)
5. "Make U Scream" (featuring Snoop Dogg) (Produced by Swizz Beatz)
6. "Tha Problem" (Skit)
7. "Tha Problem" (Produced by Swizz Beatz)
8. "Pop That Cannon" (featuring Styles P) (Produced by Swizz Beatz)
9. "Blood Pressure" (Produced by J. Brown)
10. "Can I Talk to You" (featuring Jadakiss) (Produced by V. Flowers)
11. "Real Talk" (skit)
12. "Real Talk" (Produced by Nottz)
13. "Husslin" (Produced by Swizz Beatz)
14. "I'm Hungry" (Produced by Rockwilder)
15. "Around tha World" (Produced by Neo.com)
16. "Hotel (Vacation Remix)" (featuring R. Kelly & Trina) (Produced by Swizz Beatz)